# Nicolas-François Rougnon
Pour les articles homonymes, voir Rougnon.
Nicolas-François Rougnon (29 avril 1727 à Cornabey près de Morteau - 6 juillet 1799) était un professeur de médecine de l’université de Besançon pendant la Révolution française. Il est le premier médecin français à donner une description probable de l'angine de poitrine en 1768, avant celle habituellement attribuée à William Heberden.

## Biographie
Nicolas-François Rougnon est né à Cornabey, village qui fait limite entre la commune de Montlebon et celle de Grand'Combe-Châteleu (Doubs). Son père était un chirurgien réputé exerçant à Morteau. 

### Origine et formation
Dans ses ascendants, un Rougnon avec ses dix fils a participé à la bataille du Pont Rouge (14 janvier 1639). Il fut tué avec huit de ses fils. L’aîné et le cadet perpétuèrent la famille. La branche cadette embrassa la réforme et alla s’établir en Suisse. La branche aînée resta à Morteau.
Le jeune Nicolas-François fait ses classes élémentaires aux Fontenottes (ancien village intégré dans la commune de Montlebon). Il fait ses humanités au collège jésuite de Besançon, deux stages chez son père à Morteau. Il est licencié en médecine à Besançon en 1749.
Il termine ses études de médecine à Paris, où il est l'élève de Jean Astruc (1684-1766) et de Jacques-Bénigne Winslow (1668-1760). Il se lie d'amitié avec des condisciples comme Antoine Petit (1722-1794), Pierre Joseph Macquer (1718-1784), et Anne-Charles Lorry (1726-1783) qui deviendra un célèbre médecin de Paris, et avec qui il restera en relation.
Il se fixe finalement à Besançon, en 1751, à l’âge de 24 ans. Couvert de diplômes et bien intégré dans la profession, ses ambitions le mettent en concurrence avec ses condisciples.

### Professeur à Besançon

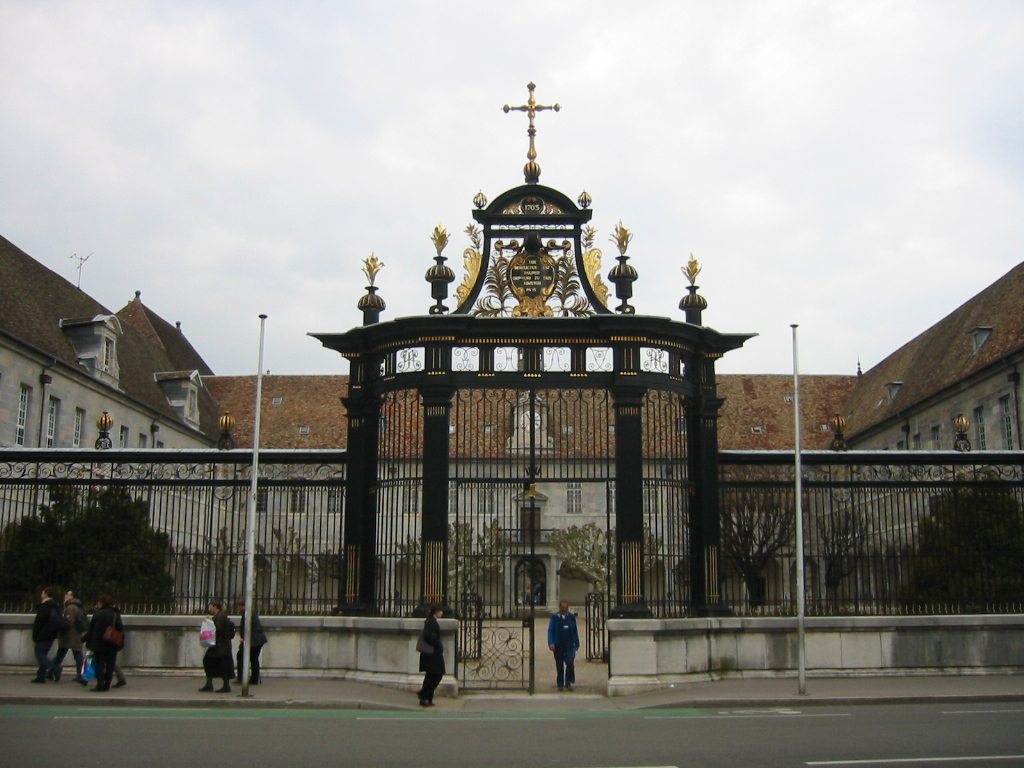
La grille d'honneur en fer forgé de l'Hôpital Saint-Jacques de Besançon, XVIIe siècle.

En 1752, grâce à une dispense d’âge, il présente son premier concours qui oppose 15 candidats, pour une chaire de professeur. Il est admis au concours de 1759. Très apprécié de ses élèves, ses cours se font en latin et, dans les dernières années, en français.  
Marié depuis 1754, il a sept enfants. En 1769, Rougnon aspire à la noblesse : il achète un bel hôtel  particulier, actuellement le 26, rue Mégevand. Ayant acquis une terre dans la Haute-Saône, il se fait appeler quelquefois, avec une pointe d’ironie, « Rougnon du Magny ». Il possède également comme résidence secondaire, le château de La Tour-de-Sçay, près de Marchaux. 
Il est médecin en chef des hôpitaux civils et militaires de Besançon jusqu'en 1792.

### Sous la Révolution
En 1789, le professeur Rougnon a 62 ans. Le 3 octobre, il est l’instigateur d’une motion patriotique visant à assurer la nourriture aux citoyens indigents.
Pour fournir à la collectivité de quoi acheter du blé, il propose que chaque citoyen fasse le don de la paire de boucles d’argent qu’il porte sur ses souliers ; à la place, chaque donateur recevra une rosette patriotique aux couleurs de la ville. Une première série d’environ vingt-cinq personnes contactées adhère immédiatement et se débarrasse de ses boucles d’argent. Les autorités municipales décident de publier ce projet par voie d’affiche, en y imprimant les noms des donateurs… une première affiche imprimée le 5 octobre mentionne déjà près de cent donateurs. 

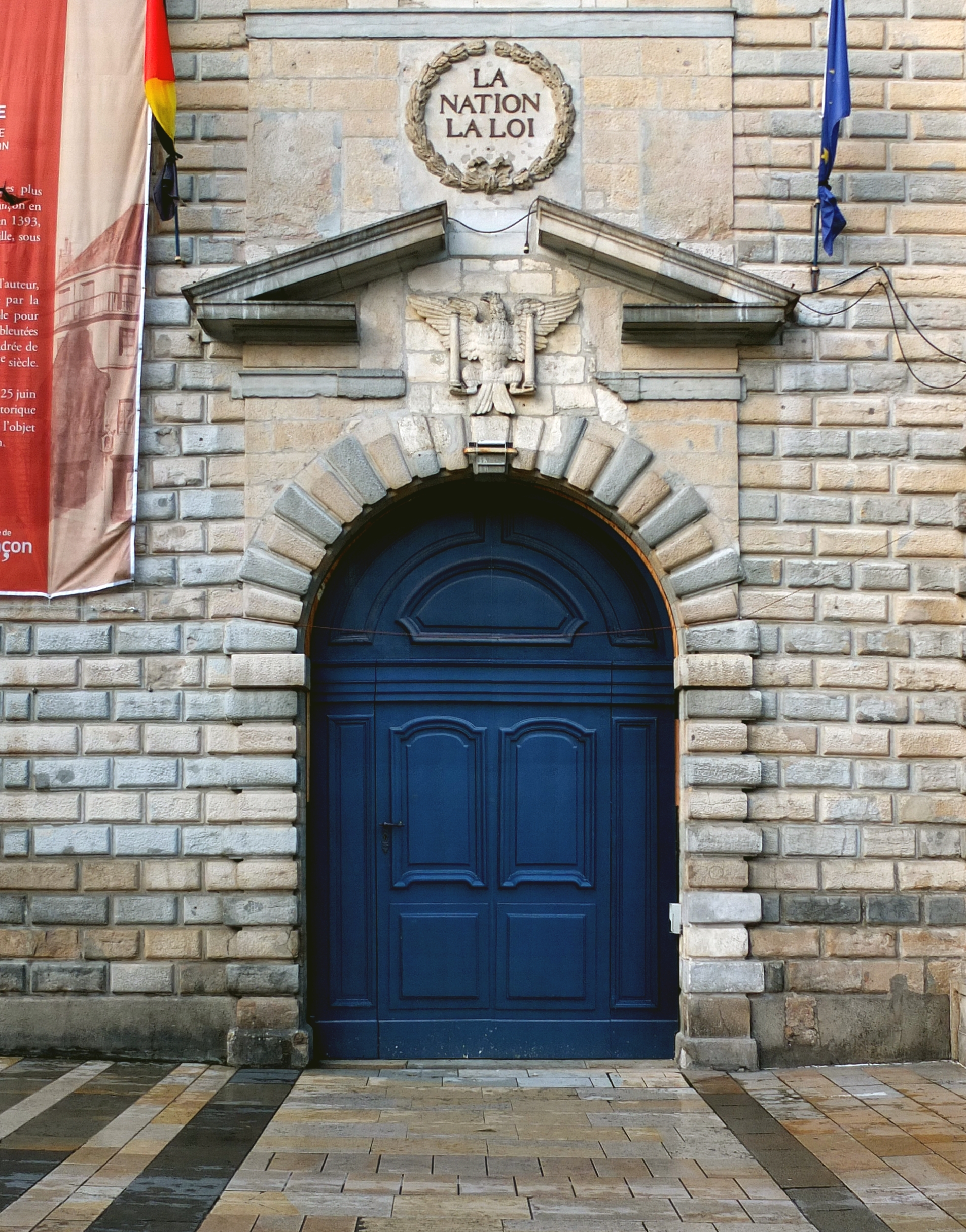
Portail de l'Hôtel de ville de Besançon.

Vu comme un monarchiste catholique aspirant à la noblesse, il est privé de ses fonctions (médecin de l'hôpital, et professeur d'université) par les sociétés populaires. En 1792, deux de ses fils émigrent. Lui-même est emprisonné jusqu'en juillet 1793.
Heureusement, Rougnon est protégé par Sylvain-Phalier Lejeune (1758-1827), représentant du peuple en mission (le futur profanateur de Saint-Claude), qu’il a eu l’occasion de soigner d’une chute de voiture. 
Grâce à cela, ses biens ne sont pas séquestrés, et Rougnon est réintégré dans sa place de médecin de l’hôpital et dans celle de professeur à l’école centrale de médecine, qui fonctionne épisodiquement pour remplacer l’université supprimée en 1793. Les « guerres victorieuses » de la République amènent à Besançon une foule de blessés et de malades ; on compte 50 à 80 décès par jour.
À partir de 1794, les anciens professeurs de médecine donnent des cours gratuits. Le 10 novembre, l’école de médecine est rétablie par un certain Foucher aux frais de la République, mais la Convention annule cette décision… les cours bénévoles reprennent. En septembre 1796, l’administration départementale attribue à ces professeurs un traitement aligné sur celui des autres professeurs de l’école centrale, mais, moins d’un mois plus tard, cet arrêté est cassé par le ministre. Les cours bénévoles de médecine reprennent à nouveau. Pour ce travail, le département manifeste « sensibilité et reconnaissance », le ministre exprime une froide acceptation. 
Enfin, les tracasseries cessent. En raison de son âge et de ses services, Rougnon conserve toujours son cheval et sa voiture pour les déplacements de son travail. Finalement, il contracte à l’hôpital une broncho-pneumonie qui l’emporte en 1799, à l’âge de 73 ans.

## Travaux

### La lettre de Monsieur Rougnon

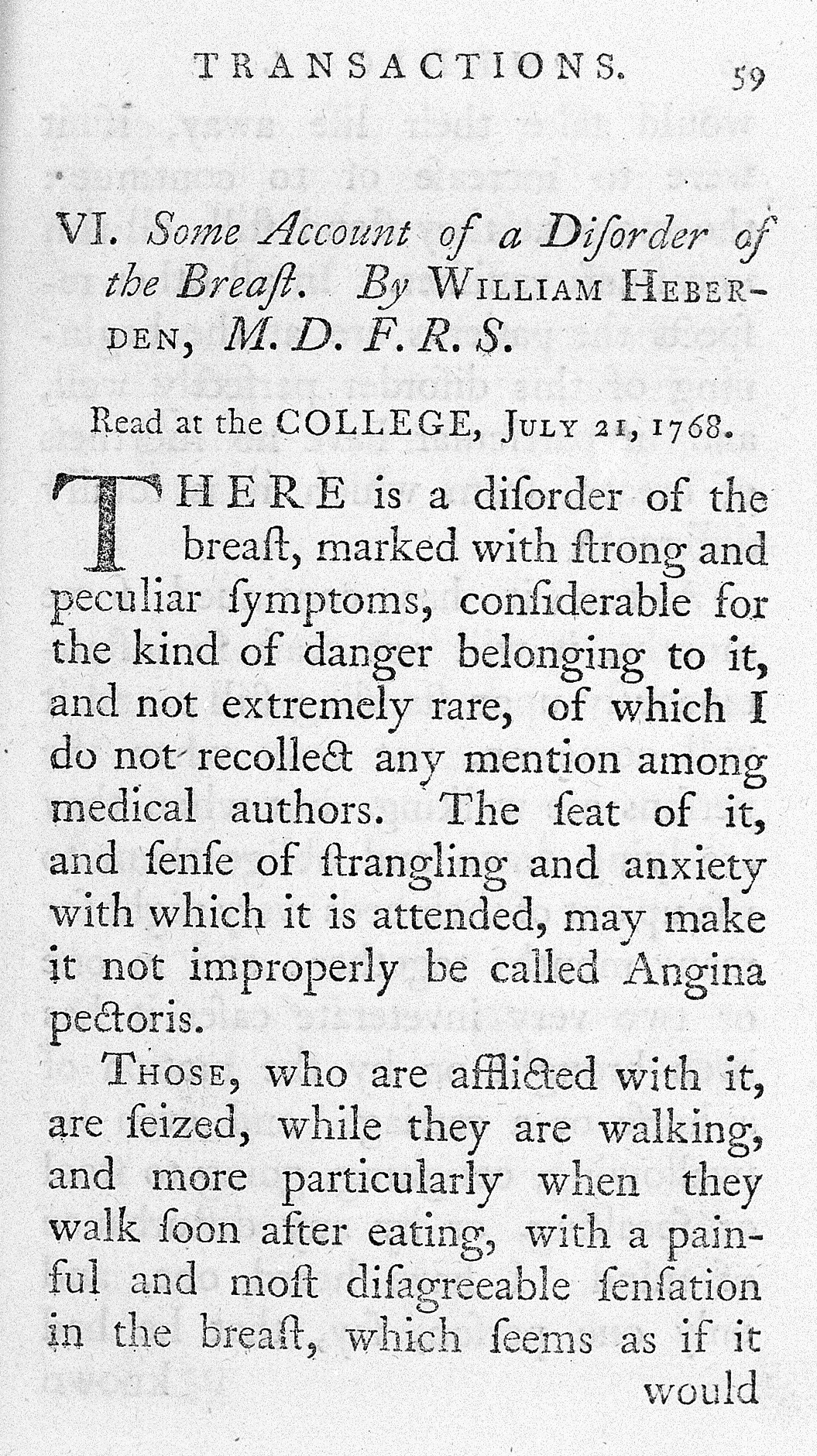
La communication d'Heberden du 21 juillet 1768, publiée dans le Medical Transactions, vol. 2, de 1772.

Il est surtout connu pour sa lettre sur les causes de la mort de Monsieur Charles ou lettre de Monsieur Rougnon à Monsieur Lorry, imprimée à Besançon le 18 mars 1768. Dans cette lettre, il décrit le cas du capitaine Charles (officier de cavalerie à la retraite) présentant une dyspnée douloureuse aboutissant à une mort par suffocation. Il propose une interprétation de l’autopsie et un régime approprié à cette maladie. La constatation d'une ossification des cartilages costaux chez son malade lui fait suspecter que c'est là l'origine de la maladie, à laquelle il ne donne pas de nom.
Cette lettre est publiée quatre mois avant la communication orale du médecin londonien William Heberden (1710-1801) et publiée quatre ans plus tard. Heberden fait une description d'une maladie analogue, mais interprétée de façon plus fine, et en lui donnant un nom angor pectoris ou angina pectoris (angine de poitrine). Aussi la paternité de la découverte est habituellement attribuée à William Heberden. 
De 1891 à 1937, une dizaine de cardiologues illustres discuteront du contenu de la lettre de Monsieur Rougnon, pour déterminer si cette description initiale est celle d'une angine de poitrine, avec des conclusions opposées. De ce fait, l'angor pectoris ou angina pectoris fut parfois appelée « maladie d'Heberden-Rougnon ».
À la fin du XXe siècle, il apparait que le capitaine Charles aurait présenté une maladie pulmonaire chronique, avec une hypertension pulmonaire primitive, pouvant se manifester comme une angine de poitrine. Rougnon n'aurait apporté qu'un exemple supplémentaire d'une vieille entité : l'asthma doloroficum (l'asthme douloureux),.

### Autres
Il est l'auteur d'un Codex physiologicus, Besançon, 1776, et d'un ouvrage en deux volumes : Médecine préservative et curative générale, imprimé en 1797 (an VI de la République), qui a été pendant bien des années le livre de référence des médecins praticiens. 
On a de lui plusieurs recueils d'observations réalisées dans les hôpitaux civils et militaires de Besançon.